# Wes Chatham
Wes Chatham, född 11 oktober 1978 i Georgia, är en amerikansk skådespelare.
Chatham har bland annat medverkat i filmen The Hunger Games: Mockingjay - Part 1. Han har även medverkat i TV-serierna The Expanse och Ahsoka.

## Filmografi (i urval)
- 2014 – The Hunger Games: Mockingjay - Part 1
- 2015 – The Hunger Games: Mockingjay - Part 2
- 2015–2022 – The Expanse (TV-serie)
- 2023 – Ahsoka (TV-serie)